# Segunda División de España 2002-03
La temporada 2002–03 de la Segunda División de España de fútbol fue la 72.ª edición del campeonato y se disputó entre el 31 de agosto de 2002 y el 29 de junio de 2003.
El campeón de Segunda División fue el Real Murcia.

## Sistema de competición
La Segunda División de España 2002/03 fue organizada por la Liga de Fútbol Profesional (LFP).
El campeonato contó con la participación de 22 clubes y se disputó siguiendo un sistema de liga, de modo que todos los equipos se enfrentaron entre sí, todos contra todos en dos ocasiones -una en campo propio y otra en campo contrario- sumando un total de 42 jornadas. El orden de los encuentros se decidió por sorteo antes de empezar la competición.
Los tres primeros clasificados ascendieron directamente a Primera División, y los cuatro últimos clasificados descendieron directamente a Segunda División B.

## Clubes participantes
| Datos de ascensos y descensos con respecto a la temporada anterior |
| --- |
| Las Palmas, Tenerife y Real Zaragoza descienden de Primera División. Atlético de Madrid, Racing de Santander y Recreativo de Huelva ascienden a Primera División. Burgos, Gimnàstic de Tarragona, Extremadura y Real Jaén descienden a Segunda División B. Almería, Compostela, Getafe y Terrassa ascienden a Segunda División. |

| Equipo                           | Ciudad                     | Estadio                   |
| -------------------------------- | -------------------------- | ------------------------- |
| Albacete Balompié                | Albacete                   | Carlos Belmonte           |
| Unión Deportiva Almería          | Almería                    | Juan Rojas                |
| Club Deportivo Badajoz           | Badajoz                    | Nuevo Vivero              |
| Sociedad Deportiva Compostela    | Santiago de Compostela     | San Lázaro                |
| Córdoba Club de Fútbol           | Córdoba                    | Nuevo Arcángel            |
| Sociedad Deportiva Eibar         | Éibar                      | Ipurúa                    |
| Elche Club de Fútbol             | Elche                      | Manuel Martínez Valero    |
| Getafe Club de Fútbol            | Getafe                     | Coliseum Alfonso Pérez    |
| Unión Deportiva Las Palmas       | Las Palmas de Gran Canaria | Insular                   |
| Club Deportivo Leganés           | Leganés                    | Butarque                  |
| Levante Unión Deportiva          | Valencia                   | Ciudad de Valencia        |
| Real Murcia Club de Fútbol       | Murcia                     | La Condomina              |
| Club Deportivo Numancia de Soria | Soria                      | Los Pajaritos             |
| Real Oviedo                      | Oviedo                     | Carlos Tartiere           |
| Club Polideportivo Ejido         | El Ejido                   | Santo Domingo             |
| Racing Club de Ferrol            | Ferrol                     | A Malata                  |
| Unión Deportiva Salamanca        | Salamanca                  | Helmántico                |
| Real Sporting de Gijón           | Gijón                      | El Molinón                |
| Club Deportivo Tenerife          | Santa Cruz de Tenerife     | Heliodoro Rodríguez López |
| Terrassa Futbol Club             | Tarrasa                    | Olímpico                  |
| Xerez Club Deportivo             | Jerez de la Frontera       | Chapín                    |
| Real Zaragoza                    | Zaragoza                   | La Romareda               |

## Clasificación
| Pos. | Equipo                   | Pts. | PJ | G  | E  | P  | GF | GC | Dif. | Clasificación                 |
| ---- | ------------------------ | ---- | -- | -- | -- | -- | -- | -- | ---- | ----------------------------- |
| 1    | Real Murcia C. F. (C, A) | 79   | 42 | 23 | 10 | 9  | 59 | 22 | +37  | Ascenso a Primera División    |
| 2    | Real Zaragoza (A)        | 72   | 42 | 20 | 12 | 10 | 54 | 40 | +14  | Ascenso a Primera División    |
| 3    | Albacete Balompié (A)    | 71   | 42 | 17 | 20 | 5  | 51 | 30 | +21  | Ascenso a Primera División    |
| 4    | Levante U. D.            | 65   | 42 | 16 | 17 | 9  | 59 | 44 | +15  |                               |
| 5    | U. D. Las Palmas         | 64   | 42 | 16 | 16 | 10 | 53 | 43 | +10  |                               |
| 6    | Xerez C. D.              | 64   | 42 | 17 | 13 | 12 | 55 | 53 | +2   |                               |
| 7    | U. D. Salamanca          | 60   | 42 | 14 | 18 | 10 | 44 | 32 | +12  |                               |
| 8    | C. D. Tenerife           | 57   | 42 | 13 | 18 | 11 | 53 | 39 | +14  |                               |
| 9    | S. D. Compostela (D)     | 55   | 42 | 14 | 13 | 15 | 54 | 56 | −2   | Descenso a Segunda División B |
| 10   | Sporting de Gijón        | 53   | 42 | 11 | 20 | 11 | 44 | 41 | +3   |                               |
| 11   | Getafe C. F.             | 53   | 42 | 13 | 14 | 15 | 52 | 55 | −3   |                               |
| 12   | Terrassa F. C.           | 52   | 42 | 11 | 19 | 12 | 41 | 46 | −5   |                               |
| 13   | Polideportivo Ejido      | 52   | 42 | 12 | 16 | 14 | 36 | 45 | −9   |                               |
| 14   | C. D. Numancia           | 52   | 42 | 12 | 16 | 14 | 48 | 52 | −4   |                               |
| 15   | Córdoba C. F.            | 50   | 42 | 12 | 14 | 16 | 36 | 38 | −2   |                               |
| 16   | Elche C. F.              | 50   | 42 | 12 | 14 | 16 | 49 | 52 | −3   |                               |
| 17   | S. D. Eibar              | 50   | 42 | 11 | 17 | 14 | 33 | 38 | −5   |                               |
| 18   | U. D. Almería            | 50   | 42 | 12 | 14 | 16 | 54 | 63 | −9   |                               |
| 19   | C. D. Leganés            | 48   | 42 | 11 | 15 | 16 | 44 | 51 | −7   |                               |
| 20   | Racing de Ferrol (D)     | 46   | 42 | 11 | 13 | 18 | 40 | 60 | −20  | Descenso a Segunda División B |
| 21   | Real Oviedo C. F. (D)    | 40   | 42 | 9  | 13 | 20 | 37 | 59 | −22  | Descenso a Segunda División B |
| 22   | C. D. Badajoz (D)        | 38   | 42 | 10 | 8  | 24 | 34 | 71 | −37  | Descenso a Segunda División B |

 Fuente: BDFútbol
Criterios de clasificación: Puntos · Enfrentamientos directos · Diferencia de goles · Goles a favor · Play-off
Notas:
1. ↑  Una vez finalizada la temporada, la Sociedad Deportiva Compostela fue descendida a administrativamente a Segunda División B por impago a sus jugadores. Para ocupar su plaza en Segunda División la próxima temporada fue repescado el Club Deportivo Leganés, por ser el equipo mejor clasificado de los que habían descendido.
2. ↑  El Real Oviedo, que había descendido a Segunda División B, fue descendido administrativamente a Tercera División por los impagos acumulados con sus jugadores.

## Resultados
| Local \ Visitante   | ALB | ALM | BAD | COM | COR | EIB | ELC | GET | LAS | LEG | LEV | MUR | NUM | OVI | POL | RFE | SAL | SPO | TEN | TER | XER | ZAR |
| ------------------- | --- | --- | --- | --- | --- | --- | --- | --- | --- | --- | --- | --- | --- | --- | --- | --- | --- | --- | --- | --- | --- | --- |
| Albacete Balompié   | —   | 0–1 | 1–0 | 1–1 | 0–0 | 1–1 | 1–1 | 3–1 | 2–1 | 2–0 | 2–2 | 0–0 | 3–1 | 0–1 | 1–1 | 2–0 | 0–0 | 4–0 | 1–0 | 1–0 | 0–0 | 0–0 |
| U. D. Almería       | 1–1 | —   | 2–1 | 2–1 | 1–3 | 2–1 | 0–3 | 1–1 | 1–0 | 0–2 | 2–2 | 1–1 | 1–2 | 1–1 | 1–1 | 3–2 | 1–2 | 1–0 | 1–1 | 3–0 | 6–0 | 0–1 |
| C. D. Badajoz       | 0–3 | 4–3 | —   | 0–2 | 2–0 | 1–1 | 2–3 | 1–2 | 0–1 | 0–0 | 1–1 | 1–0 | 1–1 | 0–1 | 0–2 | 1–0 | 1–1 | 0–3 | 2–1 | 1–1 | 0–1 | 0–4 |
| S. D. Compostela    | 3–3 | 4–1 | 3–0 | —   | 1–2 | 1–0 | 0–1 | 1–3 | 0–3 | 2–0 | 3–1 | 1–0 | 1–0 | 0–1 | 2–2 | 1–1 | 0–0 | 2–3 | 1–1 | 2–1 | 0–1 | 0–0 |
| Córdoba C. F.       | 0–2 | 3–0 | 0–0 | 0–0 | —   | 0–0 | 1–0 | 3–0 | 2–2 | 1–0 | 1–2 | 0–2 | 1–1 | 1–0 | 0–1 | 1–2 | 0–2 | 1–1 | 1–1 | 0–2 | 1–3 | 2–1 |
| S. D. Eibar         | 2–0 | 2–0 | 1–2 | 2–1 | 1–0 | —   | 0–1 | 0–0 | 0–0 | 0–1 | 1–1 | 1–1 | 1–2 | 2–1 | 0–0 | 1–0 | 1–1 | 1–1 | 1–1 | 1–1 | 1–0 | 0–0 |
| Elche C. F.         | 1–2 | 0–2 | 0–1 | 3–1 | 0–0 | 0–0 | —   | 1–1 | 3–2 | 1–1 | 0–2 | 0–2 | 1–1 | 2–1 | 3–0 | 1–2 | 2–1 | 1–1 | 1–0 | 2–2 | 0–1 | 4–0 |
| Getafe C. F.        | 1–2 | 1–1 | 0–1 | 2–0 | 1–1 | 4–2 | 1–1 | —   | 0–0 | 0–3 | 2–2 | 3–1 | 1–1 | 1–1 | 2–0 | 3–1 | 1–0 | 0–1 | 2–1 | 2–1 | 2–1 | 1–2 |
| U. D. Las Palmas    | 1–1 | 2–2 | 2–0 | 1–1 | 0–1 | 0–1 | 4–1 | 2–1 | —   | 1–4 | 1–1 | 1–4 | 0–0 | 2–0 | 2–0 | 2–0 | 2–1 | 2–2 | 1–0 | 2–0 | 4–0 | 0–1 |
| C. D. Leganés       | 1–1 | 5–2 | 1–3 | 0–0 | 0–3 | 0–1 | 2–2 | 2–1 | 1–1 | —   | 0–1 | 0–1 | 2–1 | 0–1 | 2–0 | 1–0 | 0–2 | 0–2 | 1–1 | 1–1 | 1–2 | 2–0 |
| Levante U. D.       | 2–2 | 2–1 | 4–0 | 3–4 | 1–2 | 3–1 | 2–2 | 1–0 | 1–1 | 4–0 | —   | 0–0 | 0–0 | 1–0 | 2–2 | 1–0 | 0–1 | 2–1 | 2–1 | 1–0 | 0–0 | 3–2 |
| Real Murcia C. F.   | 0–0 | 3–0 | 2–0 | 2–0 | 1–0 | 4–2 | 1–0 | 2–0 | 6–1 | 0–1 | 1–0 | —   | 2–1 | 0–1 | 3–0 | 5–0 | 1–1 | 0–0 | 2–0 | 0–0 | 1–1 | 2–0 |
| C. D. Numancia      | 1–2 | 0–0 | 4–0 | 2–2 | 0–0 | 1–0 | 1–0 | 1–3 | 0–1 | 2–1 | 0–2 | 0–2 | —   | 4–2 | 2–2 | 4–2 | 1–0 | 1–0 | 1–0 | 1–1 | 1–4 | 2–2 |
| Real Oviedo C. F.   | 0–0 | 1–1 | 2–1 | 1–1 | 1–0 | 1–2 | 2–1 | 3–4 | 0–0 | 1–1 | 1–2 | 0–1 | 1–1 | —   | 0–3 | 1–2 | 0–3 | 2–1 | 0–2 | 2–2 | 1–2 | 0–2 |
| Polideportivo Ejido | 0–1 | 2–0 | 1–0 | 0–2 | 2–1 | 0–0 | 2–0 | 1–1 | 0–0 | 1–0 | 0–0 | 0–1 | 3–2 | 1–0 | —   | 1–1 | 1–1 | 1–0 | 0–1 | 1–2 | 2–0 | 0–0 |
| Racing de Ferrol    | 2–1 | 1–1 | 2–0 | 1–1 | 0–0 | 0–1 | 1–0 | 2–1 | 1–2 | 1–1 | 1–0 | 0–3 | 1–0 | 1–1 | 1–1 | —   | 1–1 | 2–1 | 0–1 | 1–1 | 2–1 | 1–2 |
| U. D. Salamanca     | 0–1 | 2–1 | 0–1 | 4–2 | 2–0 | 0–0 | 1–3 | 3–1 | 2–1 | 1–1 | 1–1 | 0–0 | 0–0 | 0–0 | 2–0 | 0–0 | —   | 0–0 | 2–1 | 1–2 | 1–1 | 0–1 |
| Sporting de Gijón   | 0–1 | 2–2 | 4–0 | 1–3 | 0–0 | 1–0 | 0–0 | 0–0 | 0–0 | 1–1 | 3–2 | 1–0 | 1–2 | 1–0 | 1–1 | 3–1 | 1–1 | —   | 2–1 | 0–0 | 1–1 | 1–1 |
| C. D. Tenerife      | 1–1 | 1–1 | 3–3 | 5–1 | 2–0 | 1–0 | 0–0 | 1–0 | 0–0 | 1–1 | 0–0 | 2–1 | 2–0 | 1–1 | 4–0 | 4–0 | 0–0 | 2–2 | —   | 1–1 | 1–3 | 2–0 |
| Terrassa F. C.      | 1–1 | 0–2 | 1–0 | 2–1 | 0–4 | 1–0 | 1–1 | 1–1 | 0–1 | 2–0 | 1–1 | 0–1 | 1–1 | 2–2 | 2–0 | 2–1 | 1–0 | 0–0 | 1–1 | —   | 2–0 | 0–2 |
| Xerez C. D.         | 1–0 | 1–2 | 5–3 | 0–1 | 1–0 | 1–1 | 2–1 | 0–0 | 2–2 | 2–2 | 2–1 | 2–0 | 2–2 | 4–1 | 2–1 | 1–1 | 0–1 | 1–0 | 1–1 | 2–2 | —   | 1–3 |
| Real Zaragoza       | 1–1 | 1–0 | 2–0 | 0–1 | 0–0 | 2–0 | 5–2 | 3–1 | 1–2 | 2–2 | 1–0 | 1–0 | 1–0 | 3–1 | 0–0 | 2–2 | 1–3 | 1–1 | 1–3 | 1–0 | 1–0 | —   |

## Trofeo Pichichi
Jesús Perera, del Albacete Balompié, comandó la tabla de goleadores durante toda la temporada y se llevó el Trofeo Pichichi por delante de un joven David Villa. Nunca antes un futbolista del club manchego había obtenido el premio del Diario Marca.
| Pos. | Jugador                    | Equipo            | Goles | Pen. |
| ---- | -------------------------- | ----------------- | ----- | ---- |
| 1º   | Jesús Perera               | Albacete          | 22    | 4    |
| 2º   | David Villa                | Sporting de Gijón | 20    | 6    |
| 3º   | Maikel Naujoks             | Compostela        | 19    | 1    |
| 4º   | Veljko Paunović            | Tenerife          | 18    | 2    |
| 5º   | Jorge González, 'Yordi'    | Real Zaragoza     | 15    | 5    |
| 6º   | Francisco Javier Rodríguez | Almería           | 15    | 5    |
| 7º   | Gabriel Amato              | Levante           | 14    | 7    |
| 8º   | Antonio Calle              | Xerez             | 13    | 3    |
|      | David Karanka              | Real Murcia       | 13    | 1    |
| 10º  | Ángel Cuéllar              | Racing de Ferrol  | 12    | 1    |
| 11º  | Gustavo Enrique Reggi      | Las Palmas        | 11    | 1    |

## Otros premios

### Trofeo Zamora
El portero Andreas Reinke fue una pieza clave para que el Real Murcia lograse el ascenso a Primera División. Además de ganar el Trofeo Zamora como guardameta menos goleado del campeonato, anotó un gol de penalty ante el CD Numancia.
Para optar al Trofeo Zamora fue necesario disputar 60 minutos en, como mínimo, 28 partidos.

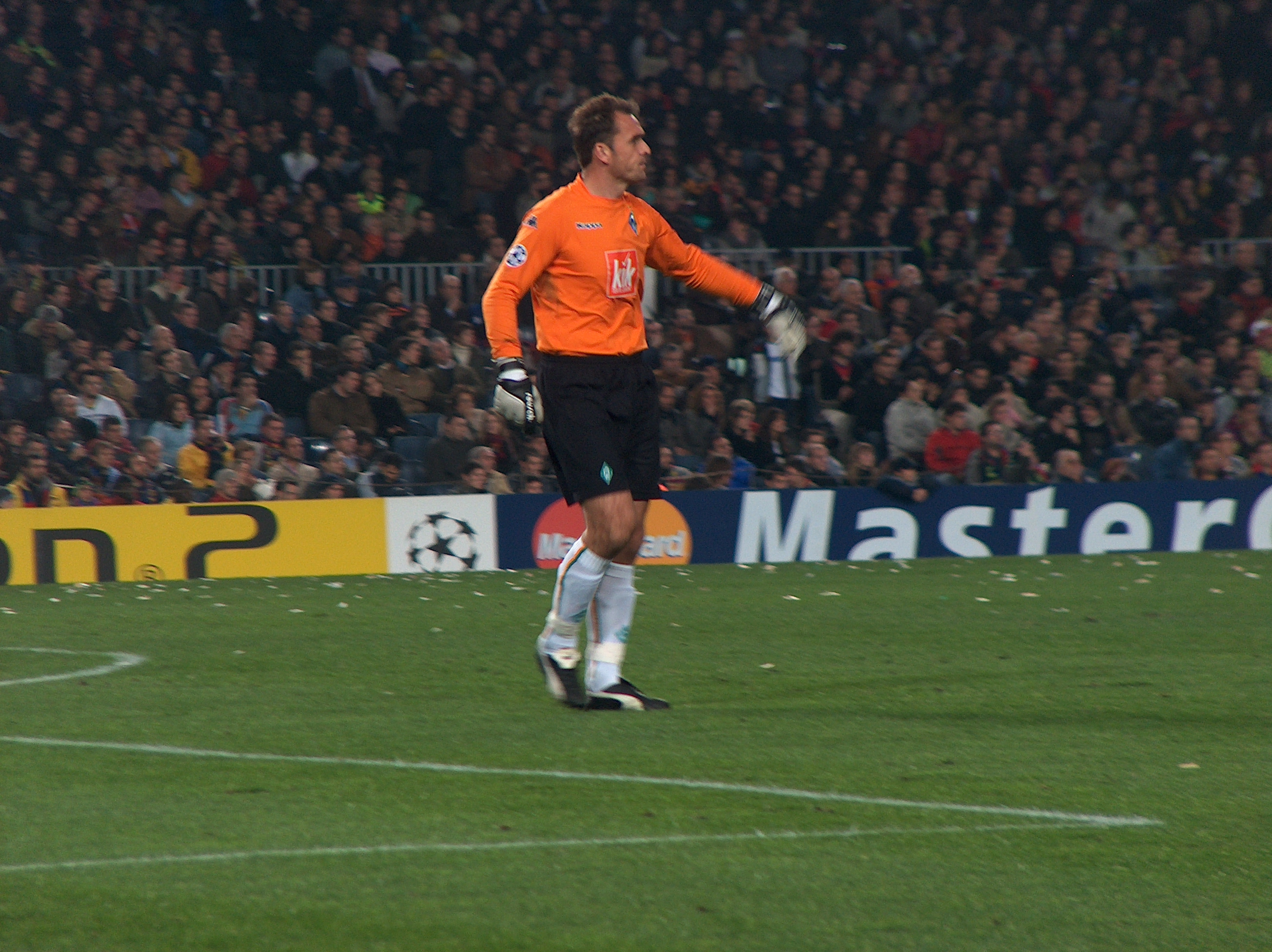
Andreas Reinke, primer portero alemán en obtener el Trofeo Zamora.

| Pos. | Jugador             | Equipo              | Goles | Partidos | Promedio |
| ---- | ------------------- | ------------------- | ----- | -------- | -------- |
| 1º   | Andreas Reinke      | Real Murcia         | 21    | 40       | 0,53     |
| 2º   | Bogdan Stelea       | UD Salamanca        | 24    | 36       | 0,67     |
| 3º   | Carlos Roa          | Albacete Balompié   | 26    | 38       | 0,68     |
| 4º   | Asier Riesgo        | SD Eibar            | 27    | 31       | 0,87     |
| 5º   | Javier Jáuregui     | Córdoba CF          | 38    | 42       | 0,90     |
| 6º   | César Láinez        | Real Zaragoza       | 34    | 37       | 0,92     |
| 7º   | Rafa Gómez          | Levante UD          | 31    | 33       | 0,94     |
| 8º   | José Miguel Morales | Terrassa FC         | 30    | 31       | 0,96     |
| 9º   | Juan José Valencia  | Sporting de Gijón   | 36    | 37       | 0,97     |
| 10º  | Kike Burgos         | Polideportivo Ejido | 42    | 40       | 1,05     |

### Trofeo Guruceta
En la temporada de su debut en Segunda División, Carlos Delgado Ferreiro fue distinguido por el Diario Marca como mejor árbitro de la categoría. No obstante, el colegiado vasco tardó todavía tres años más en ser ascendido a Primera.
| Pos. | Árbitro (colegio)       | Puntos | Partidos | Cociente |
| ---- | ----------------------- | ------ | -------- | -------- |
| 1º   | Carlos Delgado Ferreiro | 26     | 19       | 1,37     |
| 2º   | Julio Amoedo Chas       | 24     | 20       | 1,20     |
| 3º   | Fidel Valle Gil         | 25     | 21       | 1,19     |

## Resumen
Campeón de Segunda División:
| - Real Murcia Club de Fútbol |

Ascienden a Primera División:
| - Real Murcia Club de Fútbol | - Real Zaragoza | - Albacete Balompié |

Descienden a Segunda División B: 
| - Sociedad Deportiva Compostela | - Racing Club de Ferrol | - Club Deportivo Badajoz |

Desciende a Tercera División: 
| - Real Oviedo |